# Чёрный динамит (фильм)
«Чёрный динамит» (англ. Black Dynamite) — американский комедийный боевик Скотта Сандерса 2009 года с Майклом Джеем Уайтом в главной роли. Фильм является пародией и данью уважения жанру блэксплотейшн.
По мотивам фильма был снят одноимённый мультсериал, который выходил в 2012—2015 годах.

## Сюжет
Лос-Анджелес 1970-х годов. Чёрный динамит, ветеран Войны во Вьетнаме и бывший агент ЦРУ, во время занятием кунг-фу узнаёт от своей тёти о смерти своего младшего брата в уличной разборке. Поначалу Чёрный динамит думает, что его брат связался с наркотиками. Позже от своих бывших коллег из ЦРУ он узнаёт, что его брат наоборот пытался подражать ему, поэтому сам пошёл работать в ЦРУ. Он работал на улицах под прикрытием, копая под одного конгрессмена и местную мафию. Чтобы Чёрный динамит не действовал незаконно в поисках убийцы своего брата, его восстанавливают в агентстве и возвращают право на убийство.
На улицах очень быстро распространяются наркотики. Доходит до того, что на них подсаживаются даже дети-сироты из приюта. Чёрный динамит заручается поддержкой чёрных националистов и вместе со своими друзьями громит весь наркобизнес на улицах. Своими действиями он завоёвывает расположение Глории Грей, активистки «Чёрной силы», работающей в приюте.
Изучив бумаги наркомафии, команда Чёрного динамита узнаёт ещё про два склада с наркотиками. На первом складе они действительно находят наркотики, а при помощи сыворотки правды допрашивают человека со склада. От него они узнают о некоей операции «Код Канзас», направленной против чернокожих. На втором складе никаких наркотиков не оказывается, но там есть большая партия нового ликёра «Анаконда». Проводя, сидя в кафе, мозговой штурм, Динамит и его команда разгадывают цель операции «Код Канзас». У людей, которые пьют «Анаконду», уменьшается член. Команде Чёрного динамита даже приходится убить одного из своих соратников из-за пристрастия к этому напитку.
Изучая далее вопрос с «Анакондой», Чёрный динамит узнаёт, что в этом деле замешан его начальник из ЦРУ О’Лири. Тот сообщает, что всего лишь выполнял приказ руководства. Этот ликёр оказывается как-то связан с лабораторией Доктора Ву, расположенной на острове. Команда Чёрного динамита отправляется туда. Приспешники Доктора Ву уничтожают большую часть этой команды. Тем не менее, Чёрному динамиту удаётся одолеть Доктора Ву и узнать от него, что его разработки были санкционированы на самом верху.
Чёрный динамит отправляется в Белый дом. Он громит всю охрану и врывается в Овальный кабинет. Между Чёрным динамитом и Ричардом Никсоном завязывается бой на нунчаках. Пэт Никсон заступается за своего мужа, но Чёрный динамит нокаутирует её. Никсон пытается застрелить Чёрного динамита из пистолета Бута, но за Чёрного динамита заступается призрак Авраама Линкольна. Попутно Чёрный динамит ещё и обладает компроматом на Никсона в виде интимных фотографий. В конечном итоге Никсон признаёт своё поражение. Он обещает больше не вредить чёрному народу. Прежде чем покинуть Белый дом Чёрный динамит извиняется за своё поведение перед первой леди.

## В ролях
- Майкл Джей Уайт — Чёрный динамит
- Салли Ричардсон — Глория Грей
- Арсенио Холл — Тэсти Фриз
- Кевин Чэпмен — О’Лири
- Томми Дэвидсон — Крим Корн
- Обба Бабатунде — Осирис
- Ричард Эдсон — Дино
- Бадди Льюис — Гансмок
- Брайан Макнайт — Свитмит
- Николь Ари Паркер — Махогани Блэк
- Байрон Миннс — Мегафон
- Джеймс МакМанус — Ричард Никсон
- Фил Моррис — Сахид
- Мигель А. Нуньес мл. — Mo
- Такер Смоллвуд — конгрессмен Монро Джеймс
- Джон Сэлли — Котекс
- Крис Спенсер — боевик
- Майк Старр — Рафелли
- Николь Салливан — Пэт Никсон
- Ким Уитли — Пчёлка
- Дайонн Гипсон — Афродити
- Майкелти Уильямсон — Чикаго Винд
- Боким Вудбайн — Джек
- Седрик Ярбро — Чоколад Гидди Ап
- Роджер Юань — Доктор Ву
- Уильям Бассетт — капитан Янси
- Барон Вон — Джимми
- Стейси Адамс — медсестра Дженни
- Жюстин Джоли, Шарлотта Стокли, Шармейн Стар, Эрика Вуйтон — подруги Чёрного динамита

## Производство
Майкл Джей Уайт является большим поклонником блэксплотейшн-фильмов. Частенько у себя дома он устраивал вместе с друзьями просмотры и обсуждения этих фильмов. Идея подобного фильма пришла к нему во время прослушивания песни «Super Bad» Джеймса Брауна. Далее Майкл предложил эту идею Скотту Сандерсу, который поддержал его. Написание сценария заняло около трёх недель.
Ещё до начала съёмок фильма был снят и выпущен его трейлер. Это было сделано для того, чтобы заинтересовать зрителей и найти деньги на производство самого фильма. Трейлер был снят на 8-мм плёнку и содержал, в том числе различное архивное стоковое видео, купленное у Sony Pictures. Поверх был наложен закадровый голос актёра Адольфа Сизара. В готовом же фильме не было ни одного кадра снятого для трейлера.
Сам фильм, чтобы получить высококонтрастный и насыщенный вид, характерный для блэксплотейшн-фильмов 1970-х годов, был снят на 16-мм плёнку. Снимали его в Лос-Анджелесе в течение 22 дней. Для съёмок фильма удалось собрать 2,9 миллиона долларов. Бюджет был низким, как и у фильмов, что они пародировали. Для монтажа фильм был переведён в цифровой формат. В него дополнительно были добавлены различные футажи из архивов Sony Pictures, а также кадры из фильмов «Без вести пропавшие», «Ангелы Чарли» и «Женщина-полицейский».
Адриан Янг занимался созданием аутентичной музыки в стиле соул и фанк 1970-х годов. Он же выступил и монтажёром фильма. Монтаж специально подражает монтажу блэксплотейшн-фильмов, c той лишь разницей, что данный фильм имеет более быстрый темп по сравнению с медленным повествованием в оригинальных фильмах жанра.
По словам создателей, они специально не приглашали в фильм, даже в камео, настоящих актёров блэксплотейшн-фильмов. Их появление могло разрушить иллюзию, так как все они уже не молоды, а в фильме показаны 1970-е, то есть время, когда они должны были бы быть в расцвете лет.

## Выпуск и приём
Премьера «Чёрного динамита» состоялась в январе 2009 года на кинофестивале «Сандэнс». В июне фильм получил главный приз на Международном кинофестивале в Сиэтле. В конце августа стало известно, что дистрибьютором выступит компания Apparition, а 16 октября фильм вышел в широкий прокат.
В целом фильм был позитивно принят критиками. На Rotten Tomatoes рейтинг «свежести» фильма составляет 83 %, на Metacritic у фильма 65 баллов из 100. Несмотря на приём критиков в прокате фильм не имел успеха и собрал только порядка $300,000.
Оуэн Глейберман из Entertainment Weekly отметил, что это не столько пародия, сколько почти фетишистски придирчивое воссоздание старого блэксплотейшн-фильма. Роджер Эберт поставил фильму три звезды из четырёх, отметив, как скрупулёзно он воспроизводит тот жанр, который пародирует, а благодаря этому в фильме присутствует и беспричинная нагота, что в современных фильмах уже обычно не встречается. Энтони Скотт из The New York Times отметил, что это ещё одна глава из сборника Квентина Тарантино и Роберта Родригеса «Грайндхаус». Это кропотливая и остроумная пародия, снятая с очевидной любовью. Она на какое-то время доставляет удовольствие в «академическом смысле», но тем не менее сама идея быстро изнашивается. По мнению критика, задумка смотрелась бы лучше в качестве пятиминутного ролика на YouTube, чем как полноценный большой фильм.
16 февраля 2010 года фильм был выпущен на DVD и Blu-ray. Оба релиза содержат аудиокомментарии, удалённые сцены, видеоролик о создании фильма и сессию вопросов и ответов с Comic-Con.

## Наследие
В апреле 2011 года вышел комикс Black Dynamite: Slave Island. В августе 2011 года вышла пилотная серия мультсериала «Чёрный динамит». Первый сезон начался в июле 2012 года. Мультсериал выходил на Cartoon Network в ночном блоке Adult Swim. Всего вышло два сезона. В его создании принимали участие создатели мультсериала «Гетто».
В интервью в апреле 2012 года Майкл Джей Уайт сказал, что уже в конце этого года хотел бы приступить к съёмкам «Чёрного динамита 2». В интервью в мае 2021 года Майкл Джей Уайт рассказал, что основал студию Jaigantic Studios, на которой в этом году планирует снимать «Чёрного динамита 2». В середине сентября 2023 года Майкл Джей Уайт выпустил пародийный вестерн «Преступник Джонни Блэк», который назвал «духовным продолжением» «Чёрного динамита».